# Annas
Annas (ook wel Ananus), zoon van Seth, was een joodse hogepriester (Cohen) van 6 n.Chr. tot 15 n.Chr.. Ook daarna bleef hij een invloedrijk persoon. Annas werd in 6 n.Chr. benoemd tot hogepriester door de Romeinse legaat Publius Sulpicius Quirinius meteen nadat Herodes Archelaüs was afgezet en Judea onder direct Romeins bestuur kwam. Annas heeft het ambt van hogepriester tien jaar vervuld totdat hij in 15 n.Chr. uit zijn ambt ontheven werd door Valerius Gratus.
Annas was de eerste van zijn familie die als hogepriester benoemd werd. Het huis van Annas of huis van Ananus (zoals zijn familie genoemd werd), verwijst dan ook naar hem. In de eerste eeuw na Chr. was het huis van Annas een van de belangrijkste families in de Jeruzalemse aristocratie. Na Annas dienden meerdere van zijn familieleden als hogepriester:
- Eleazar ben Ananus (16–17)
- Josef Kajafas (18–36)
- Jonathan ben Ananus (36–37)
- Theophilus ben Ananus (37–41)
- Matthias ben Ananus (43)
- Ananus ben Ananus (63)

Al deze hogepriesters waren volgens Flavius Josephus Annas' eigen zonen, behalve Josef Kajafas, die getrouwd was met een dochter van Annas (Ant 20,198). Ook in het Nieuwe Testament wordt Kajafas als schoonzoon van Annas genoemd (Joh 18:13).
Volgens de Thora was het ambt van hogepriester een benoeming voor het leven (Num 3:10). Annas werd daarom ook nadat hij uit zijn ambt ontheven was nog aangesproken als hogepriester, net als Kajafas (Luc 3:2). Volgende het Evangelie volgens Johannes werd Jezus eerst kort door Annas ondervraagd alvorens naar Kajafas gestuurd te worden, alwaar enkelen van het Sanhedrin aanwezig waren. Daar vond de eerste rechtszaak tegen Jezus plaats (Mat 26:57-68).
Na Pinksteren zat Annas het Sanhedrin voor waar de apostelen Petrus en Johannes vervolgd werden (Han 4:6).